# Hogna gumia
Hogna gumia este o specie de păianjeni din genul Hogna, familia Lycosidae. A fost descrisă pentru prima dată de Petrunkevitch, 1911.
Este endemică în Bolivia. Conform Catalogue of Life specia Hogna gumia nu are subspecii cunoscute.